# Shade: Wrath of Angels
Shade: Wrath of Angels — фантастична відеогра 2004 року у жанрі action-adventure для платформ Microsoft Windows та Xbox від розробника Black Element Software. Видавцями стали компанії Cenega Publishing та Tri Synergy. Оригінальна назва гри була «Nefandus», але ще до релізу назву змінили на «Shade: Wrath of Angels» (укр. Гнів янголів). Історія гри обертається навколо стародавньої війни між богами та янголами.